# Jörg Damme
Jörg Damme (* 9. Mai 1959 in Pretzsch) ist ein deutscher Sportschütze. Bis 1990 trat er für die Deutsche Demokratische Republik und danach zehn weitere Jahre für Deutschland an. 1990 wurde er beim letzten Auftritt der DDR-Nationalmannschaft Weltmeister im Trap.
Seine Karriere begann Jörg Damme beim SC Dynamo Hoppegarten, schoss dann ab 1990 für den Nachfolgeverein SV Diana Hoppegarten. Nach einem Intermezzo beim FV SSZ Suhl kehrte er zu Diana Hoppegarten zurück.
Nachdem er bei der DDR-Meisterschaft 1980 Dritter geworden war, wurde er für die Olympischen Spiele 1980 in Moskau nominiert. Dort erzielte der Italiener Luciano Giovannetti 198 Treffer und gewann die Goldmedaille, dahinter erreichten Rustam Yambulatov aus der Sowjetunion, Josef Hojný aus der Tschechoslowakei und Jörg Damme 196 Treffer. Im ersten Stechen trafen Yambulatov und Damme 24 Wurfscheiben, Hojný verpasste mit 23 Tauben die Medaillenränge; im zweiten Stechen traf Yambulatov alle 25 Wurfscheiben und erhielt Silber vor Damme mit 24 Treffern.
1983 gewann Damme seinen ersten Meistertitel der DDR, weitere folgten 1985, 1986, 1988 und 1990. 1986 erreichte Damme bei der Weltmeisterschaft in Suhl den zweiten Platz hinter Miloslav Bednařík aus der Tschechoslowakei. Im folgenden Jahr gewann Damme bei der Europameisterschaft und belegte bei der Weltmeisterschaft erneut den zweiten Platz, diesmal hinter Dmytro Monakow. Bei den Olympischen Spielen 1988 belegte Damme den 15. Platz, während Monakow vor Bednarik gewann. Seinen größten Erfolg erreichte Jörg Damme 1990, als er bei der Weltmeisterschaft in Moskau mit Weltrekordleistung von 200 Wurfscheiben im Vorkampf sowie 224 Wurfscheiben insgesamt den Titel vor den Italienern Daniele Cioni und Marco Venturini gewann.
Nach der Wiedervereinigung Deutschlands trat Damme 1991 erstmals bei den Deutschen Meisterschaften an und gewann auf Anhieb den Titel, weitere folgten 1992, 1993, 1994 und 1997. 1991 belegte er sowohl bei der Europameisterschaft als auch bei der Weltmeisterschaft den dritten Platz. Bei den Olympischen Spielen 1992 erreichten Venturini, Damme und Pavel Kubec aus der Tschechoslowakei jeweils 218 Wurfscheiben und mussten die Plätze 3 bis 5 im Stechen auskämpfen; im zweiten Stechen setzte sich Venturini durch und erhielt die Bronzemedaille, Damme belegte den vierten Platz vor Kubec. 1995 gewann Damme in Lahti noch einmal die Europameisterschaft, im Jahr darauf belegt er den 20. Platz bei seiner vierten Olympiateilnahme.
Der gelernte Installateur arbeitete nach der Wende als kaufmännischer Angestellter. Jörg Damme ist aktiver Jäger und bietet Jagdkurse mit Flintenschule an.

## Auszeichnungen
- 1984: Vaterländischer Verdienstorden der DDR in Silber[1][2]
- 1986: Vaterländischer Verdienstorden der DDR in Silber[3][2]
- 1988: Ernst-Schneller-Medaille in Gold[2]
- 1989: Olympische Ehrennadel des IOC[2]